# Hatta
Hatta (arab. حتا) – nieistniejąca już arabska wieś, która była położona w Dystrykcie Gazy w Mandacie Palestyny. Wieś została wyludniona i zniszczona podczas I wojny izraelsko-arabskiej (al-Nakba), po ataku Sił Obronnych Izraela w dniu 17 lipca 1948.

## Położenie
Hatta leżała na północno-zachodnim skraju pustyni Negew. Według danych z 1945 do wsi należały ziemie o powierzchni 5 305 ha. We wsi mieszkało wówczas 970 osób.
| własność gruntów | powierzchnia gruntów (hektary) |
| ---------------- | ------------------------------ |
| Arabowie         | 5 193                          |
| Żydzi            | 0                              |
| publiczne        | 112                            |
| Razem            | 5 305                          |

| Rodzaj użytkowanych gruntów | Arabowie (hektary) | Żydzi (hektary) |
| --------------------------- | ------------------ | --------------- |
| uprawy nawadniane           | 4                  | 0               |
| uprawy zbóż                 | 5 108              | 0               |
| nieużytki                   | 148                | 0               |
| zabudowane                  | 45                 | 0               |

## Historia
W okresie panowania Brytyjczyków Hatta rozwijała się jako mała wieś. W 1923 otworzono szkołę podstawową, do której w 1945 uczęszczało 73 uczniów. Był tutaj meczet.
Podczas I wojny izraelsko-arabskiej w maju 1948 wieś zajęły wojska egipskie. W dniu 16 lipca Izraelczycy rozpoczęli operację Mawet la-polesz, w trakcie której zajęli Hatta. Mieszkańcy już wcześniej opuścili wieś. W następnych dniach wyburzono prawie wszystkie domy.

## Miejsce obecnie
Na gruntach należących do Hatta powstał w 1950 moszaw Zawdi’el, w 1953 moszaw Rewacha, a w 1965 wieś komunalna Alumma.
Palestyński historyk Walid Chalidi, tak opisał pozostałości wioski Hatta: „Niewielka część terenu jest porośnięta lasem zasadzonym przez Izraelczyków. Pomiędzy drzewami są nieliczne szczątki domów”.